# هوندا سیویک (نسل ششم)
هوندا سیویک (نسل ششم) (Honda Civic (sixth generation)) خودرویی است که در سال‌های ۱۹۹۶ تا ۲۰۰۰در انگلند، ژاپن، اوهایو، ایالات متحده آمریکا، کانادا، لاهور، پاکستان، برزیل، آفریقای جنوبی، تایوان (جزیره) و ترکیه تولید شده‌است.
طراحی آن موتور جلو، خودرو محور جلو، خودرو چهار چرخ محرک بوده طول آن در حالت طبیعی ۱۶۴٫۵ اینچ (۴٬۱۷۸ میلیمتر)، عرض آن در حالت طبیعی ۶۷٫۱ اینچ (۱٬۷۰۴ میلیمتر) و ارتفاع آن در حالت طبیعی ۵۴٫۱ اینچ (۱٬۳۷۴ میلیمتر) و وزن آن در حالت طبیعی ۲٬۳۱۹ پوند (۱٬۰۵۲ کیلوگرم) است. سیستم جعبه‌دندهٔ آن ۴ دنده به دو صورت خودکار و دستی است.